# Silvio Simac
Silvio Simac (Zara, 21 novembre 1973) è un attore e artista marziale croato.

## Biografia
Ha praticato le arti marziali da quando è emigrato in Inghilterra nel 1986, ed è stato 14 volte campione britannico di Taekwondo (1991-2000). Ha conseguito il 4º Dan Black Belt in ITF Taekwondo, il 5º Dan in Choi Kwang-Do, il 3º Dan in Kickboxing, il 1º Dan in Brithai Karate e il 1º Dan Black Belt in Combat Self-Defence, ed è stato anche allenatore di Jeet Kune Do, Wushu e Ginnastica. Ha conseguito una laurea in Economia presso la Thames Valley University di Londra.
Il suo ruolo nei film è stato spesso quello di caratterista. La prima apparizione importante di Simac in un film di Hollywood è avvenuta in Danny the Dog, dove ha recitato nel ruolo di un combattente clandestino. La pellicola è ricordata come uno dei lunghi film di lotta di Jet Li coinvolgenti un caratterista diverso da quello del secondo protagonista. Simac anche interpretato il personaggio Leon nel film DOA: Dead or Alive, basato sul popolare gioco da console.

## Joe Maska
Nel 2014 Silvio Simac ha partecipato alla decima edizione del programma televisivo italiano Ballando con le stelle, formando la coppia di ballo con Veera Kinnunen ed apparendo inizialmente col volto coperto da una maschera nera ad eccezione degli occhi e con l'identità fittizia di Joe Maska; solo durante la 9ª puntata del programma si è tolto la maschera, rivelando così a tutti chi era realmente.

## Filmografia

### Cinema
- Black Mask 2 (Black Mask 2: City of Masks), regia di Tsui Hark (2002)
- The Purifiers, regia di Richard Jobson (2004)
- Danny the Dog (Unleashed), regia di Louis Leterrier (2005)
- Undisputed II: Last Man Standing, regia di Isaac Florentine (2006)
- DOA: Dead or Alive, regia di Corey Yuen (2006)
- Intergalactic Combat, regia di Ray Brady (2007)
- Ten Dead Men, regia di Ross Boyask (2008)
- Ultra Obscura, regia di Donato Cinicolo - cortometraggio (2008)
- Transporter 3, regia di Olivier Megaton (2008)
- Knock Out, regia di Mani Shankar (2010)
- Fedz, regia di Q (2013)
- Man of Tai Chi, regia di Keanu Reeves (2013)
- Freeman: New World Order, regia di Leroy Kincaide - cortometraggio (2014)
- Beyond the Game, regia di Erken Ialgashev (2016)
- Knights of the Damned - Il risveglio del drago (Knights of the Damned), regia di Simon Wells (2017)
- Dragon Kingdom, regia di Simon Wells (2018)
- John Wick 3 - Parabellum (John Wick: Chapter 3 - Parabellum), regia di Chad Stahelski (2019)
- Transit 17, regia di Guy Bleyaert (2019)

### Televisione
- Lexx – serie TV, episodi 4x5 (2001)
- Mile High – serie TV, episodi 2x22 (2005)
- Metal Hurlant Chronicles – serie TV, episodi 2x2 (2014)
- Street Fighter: Resurrection – serie TV, episodi 1x4 (2016)